# یواس‌اس اواتوبی (وای‌تی‌بی-۲۶۸)
یواس‌اس اواتوبی (وای‌تی‌بی-۲۶۸) (به انگلیسی: USS Awatobi (YTB-264)) یک کشتی بود که طول آن ۱۱۰ فوت ۰ اینچ (۳۳٫۵۳ متر) بود. این کشتی در سال ۱۹۴۴ ساخته شد.